# Hertog van Clarence
Hertog van Clarence (Engels: Duke of Clarence) is een Britse dynastieke titel die vaak gegeven werd aan jongere zonen van het Britse koningshuis. Momenteel wordt de titel door niemand gedragen.

## Geschiedenis
De titel werd voor het eerst toegekend in 1362 door Eduard III aan zijn derde zoon Lionel van Antwerpen. Na zijn dood stierf de titel uit, daar hij geen mannelijke nakomelingen had.

Hendrik IV creëerde de titel voor de tweede maal voor zijn tweede zoon Thomas van Lancaster. Na diens dood zonder legitieme kinderen viel de titel wederom aan de kroon.
Eduard IV beleende in 1461 zijn jongere broer George van York met de titel. Hij werd er echter van vervallen verklaard in 1478, nadat hij was beschuldigd van verraad tegen zijn broer. Dit was ook de laatste keer dat de titel als zodanig werd toegekend.
Guilford Dudley zou voor de vierde maal de titel krijgen. Hij was de man van Jane Grey. Zij werd echter afgezet voordat zij de titel kon verlenen.
In 1789 werd prins Willem door zijn vader George III beleend met de titel hertog van Clarence en Saint Andrews. Nadat hij als koning Willem IV van het Verenigd Koninkrijk de troon beklom viel de titel aan de kroon.
Koningin Victoria  creëerde in 1881 de titel hertog van Albany voor haar vierde zoon Leopold. Hij kreeg als aanvullende titels graaf van Clarence en baron van Arklow.

In 1890 benoemde zij haar kleinzoon Albert Victor tot hertog van Clarence en Avondale. Na zijn kinderloos overlijden in 1892 kwam de titel weer aan de kroon. Dit was tevens de laatste keer dat de titel werd toegekend. Bovendien was dit de laatste keer dat een hertogdom aan een lid van het koninklijk huis werd toegekend met twee territoriale aanduidingen.

## Herkomst
Over de herkomst van de naam bestaan twee verklaringen. Volgens de ene lezing is de naam afgeleid van het dorp Clare in Suffolk. Volgens de andere is hij afgeleid van de middeleeuwse stad Glarentza in Griekenland.

## Hertogen

### Hertog van Clarence, eerste creatie (1362)
- 1362 – 1368: Lionel van Antwerpen (1338 – 1368), 1e hertog van Clarence

### Hertog van Clarence, tweede creatie (1412)
- 1412 – 1421: Thomas van Lancaster (1388 – 1421), 1e hertog van Clarence

### Hertog van Clarence, derde creatie (1461)
- 1461 – 1478: George van York (1449 – 1478), 1e hertog van Clarence; vervallen verklaard van de titel

### Hertog van Clarence en Saint Andrews (1789)
- 1789 – 1830:  Willem van Hannover (1765 – 1837), 1e hertog van Clarence en Saint Andrews; werd koning van het Verenigd Koninkrijk

### Hertog van Clarence en Avondale (1890)
- 1890 – 1892: Albert Victor van het Verenigd Koninkrijk 1864 – 1892), 1e hertog van Clarence en Avondale